# Золотой Рог (газета)

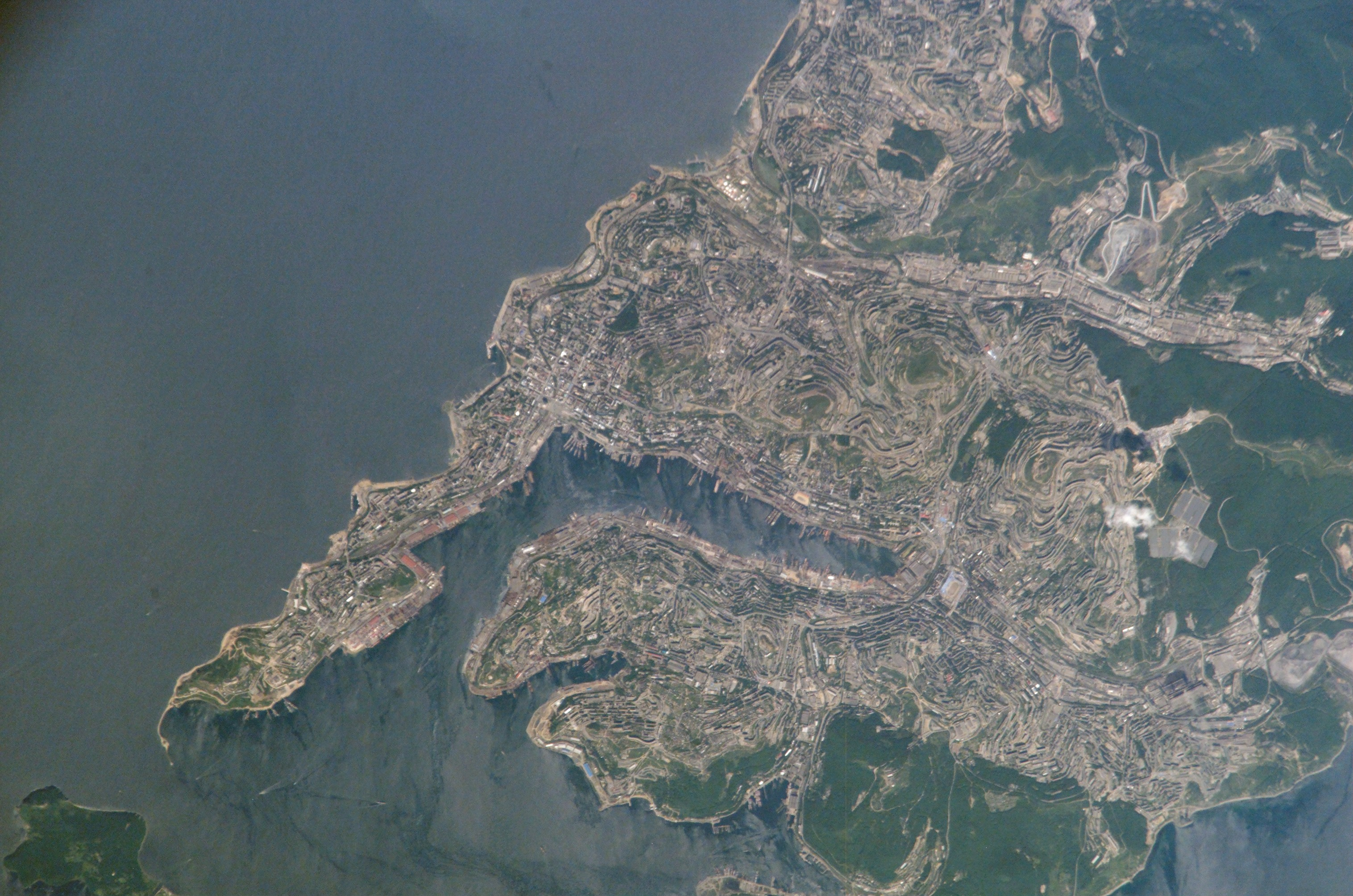
Длинная узкая бухта во Владивостоке дала название периодическому изданию

Золото́й Рог — дальневосточная газета, выпускаемая во Владивостоке.
Газета создана на базе делового одноимённого еженедельника, первый номер которого вышел в свет 31 мая 1992 года.
Сегодня «Золотой Рог» выходит два раза в неделю, также издаётся приложение в Хабаровске. Кроме того, в газете публикуются нормативные документы Приморского края.
Газета при поддержке Администрации Приморского края проводит ежегодную краевую «Бизнес-Премию», целью которой стало формирование положительного имиджа бизнес-сообщества и инвестиционной привлекательности края.
Основной задачей газеты «Золотой Рог» является информирование о бизнесе в регионе и деловых кругов.
В Интернете регулярно размещается онлайн-версия газеты.